# Óscar Hagerman
Óscar Hagerman Mosquera (La Coruña, 1936) es un arquitecto y diseñador mexicano de origen sueco y español.

## Biografía
Hijo de padre sueco y madre española, nació en La Coruña, España, en 1936. Emigró a México a la edad de 15 años, después de haber vivido en España y Cuba. Se recibió como arquitecto en la Facultad de Arquitectura de la Universidad Nacional Autónoma de México (UNAM). Obtuvo la nacionalidad mexicana en 1988.
En 1982 comenzó a trabajar en el Centro de Estudios para el Desarrollo Rural (CESDER), en Zautla, Puebla, en la formación de jóvenes indígenas en áreas vinculadas a sus culturas. En los últimos años trabajó en el proyecto de la Universidad del Medio Ambiente (UMA), asociado con los arquitectos Cano y Vera, en San Mateo Acatitlán, Estado de México.
Desde 2010, ha sido becario del Sistema de Creadores de Arte del Fondo Nacional para la Cultura y las Artes (FONCA), y ha investigado y propuesto soluciones para la vivienda campesina en diferentes lugares del país. De igual forma se ha desempeñado como profesor de arquitectura y diseño en la UNAM.
El conocimiento de las culturas nativas juega un papel importante en sus diseños. Combina la estética tradicional con la tecnología contemporánea y trabaja en estrecha colaboración con los pueblos indígenas. Su trabajo incluye el desarrollo de viviendas, escuelas, centros sociales, un hotel ecoturístico, una universidad intercultural para el pueblo indígena Ayüük, y más.
En 2007, fue galardonado con el Premio Príncipe Claus de los Países Bajos en el tema Cultura y conflicto. El jurado lo elogió por su "enfoque comprometido con la arquitectura y el diseño para las comunidades indígenas, y por cerrar la brecha entre el diseño sofisticado y las necesidades de la gente".

## Publicaciones seleccionadas
- 1979: El diseño al servicio de la humanidad (documento)
- 1992: Haciendas Poblanas, editado por Mariana Yampolsky, con investigación y texto de Ricardo Rendón Garcini, ASIN B0017WS2CS
- 1995: Casas Acariciadoras: Arquitectura Rural, con Mariana Yampolsky, ISBN 978-9728176204
- 2014: Oscar Hagerman. Arquitectura y diseño, con textos de Elena Poniatowska, Oscar Hagerman, Paloma Vera (español e inglés) Ed. Arquine & Conaculta. ISBN 978-607-7784-73-9